# Cochoa
Cochoa là một chi chim trong họ Turdidae.

## Hình ảnh

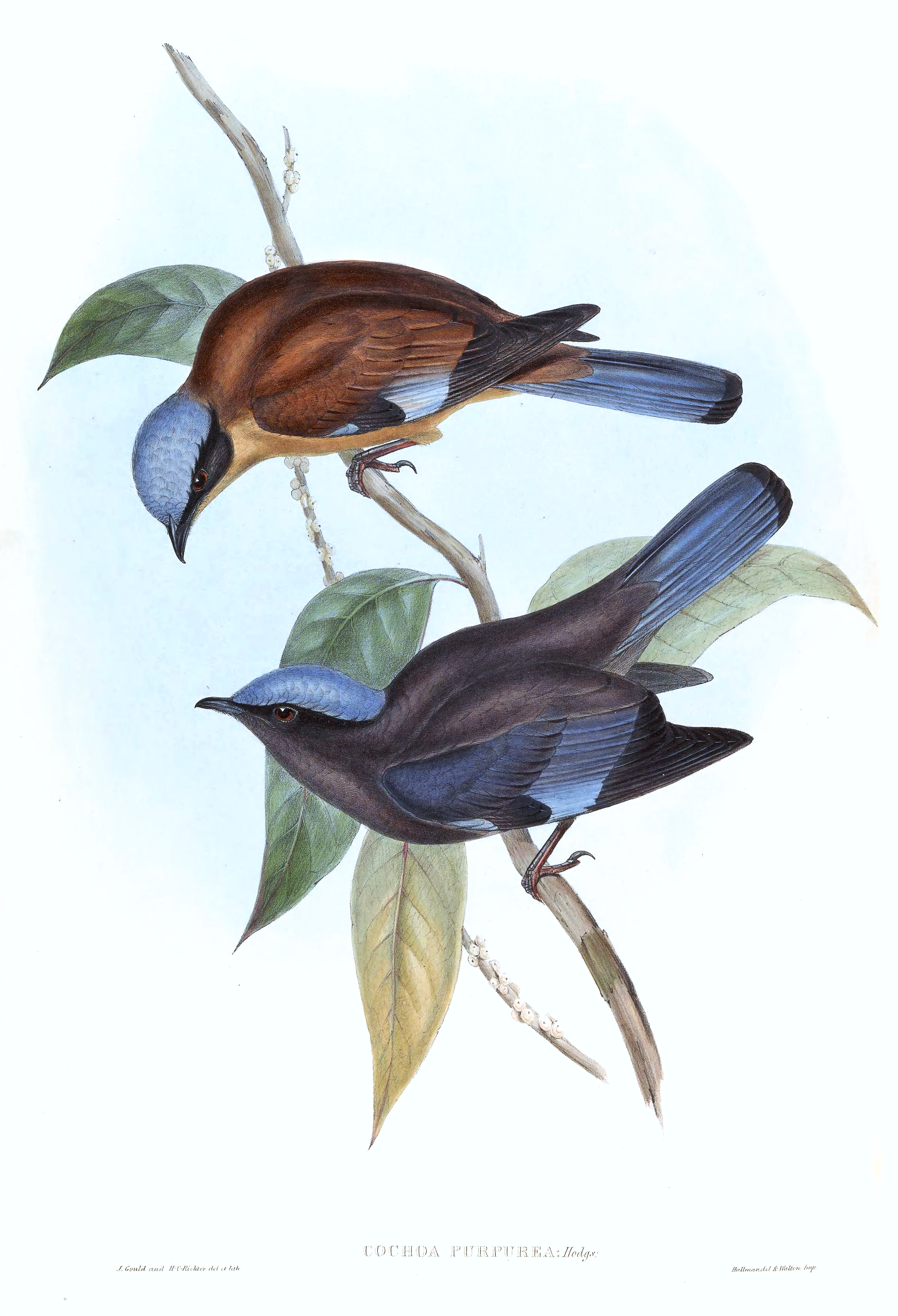
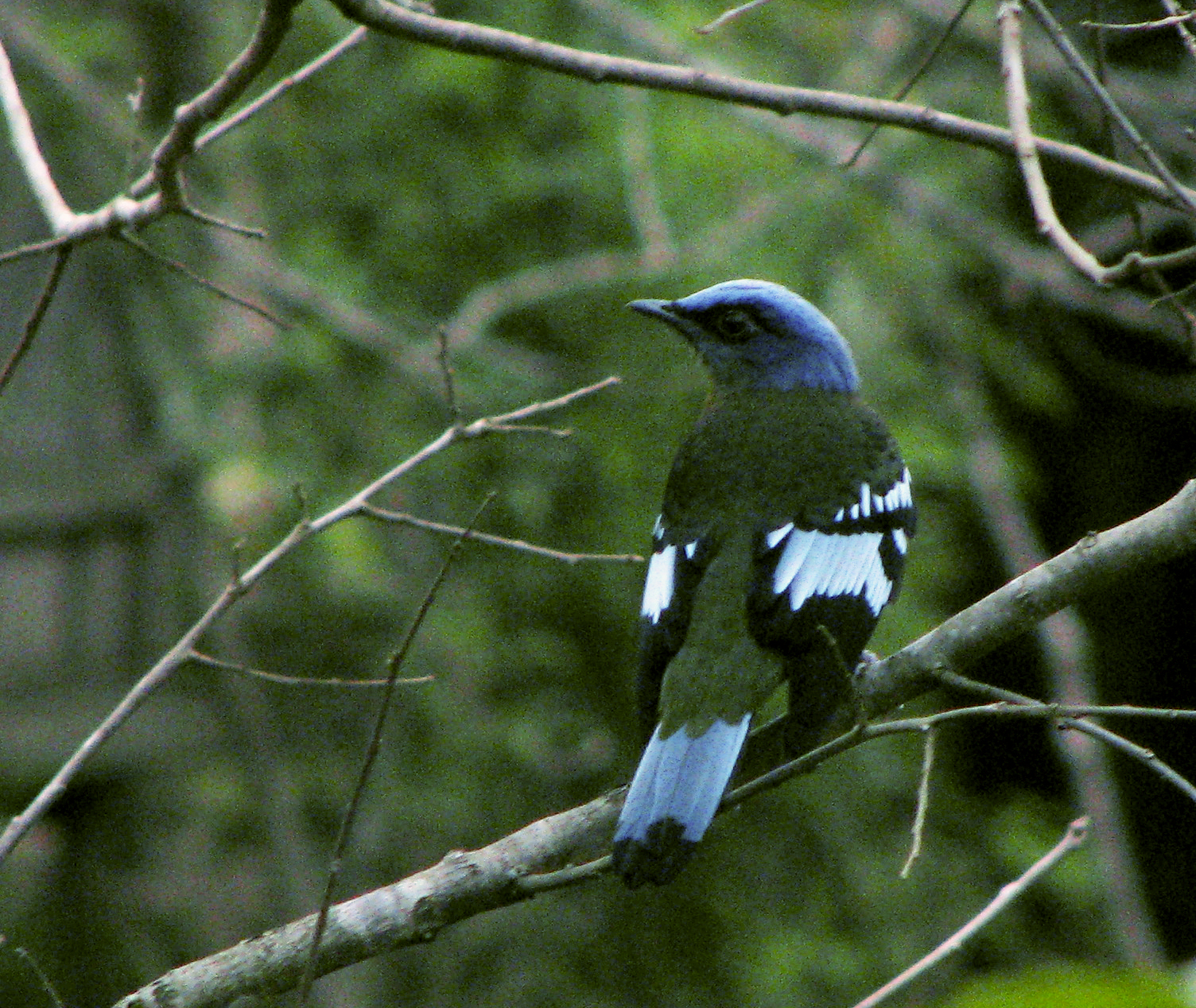
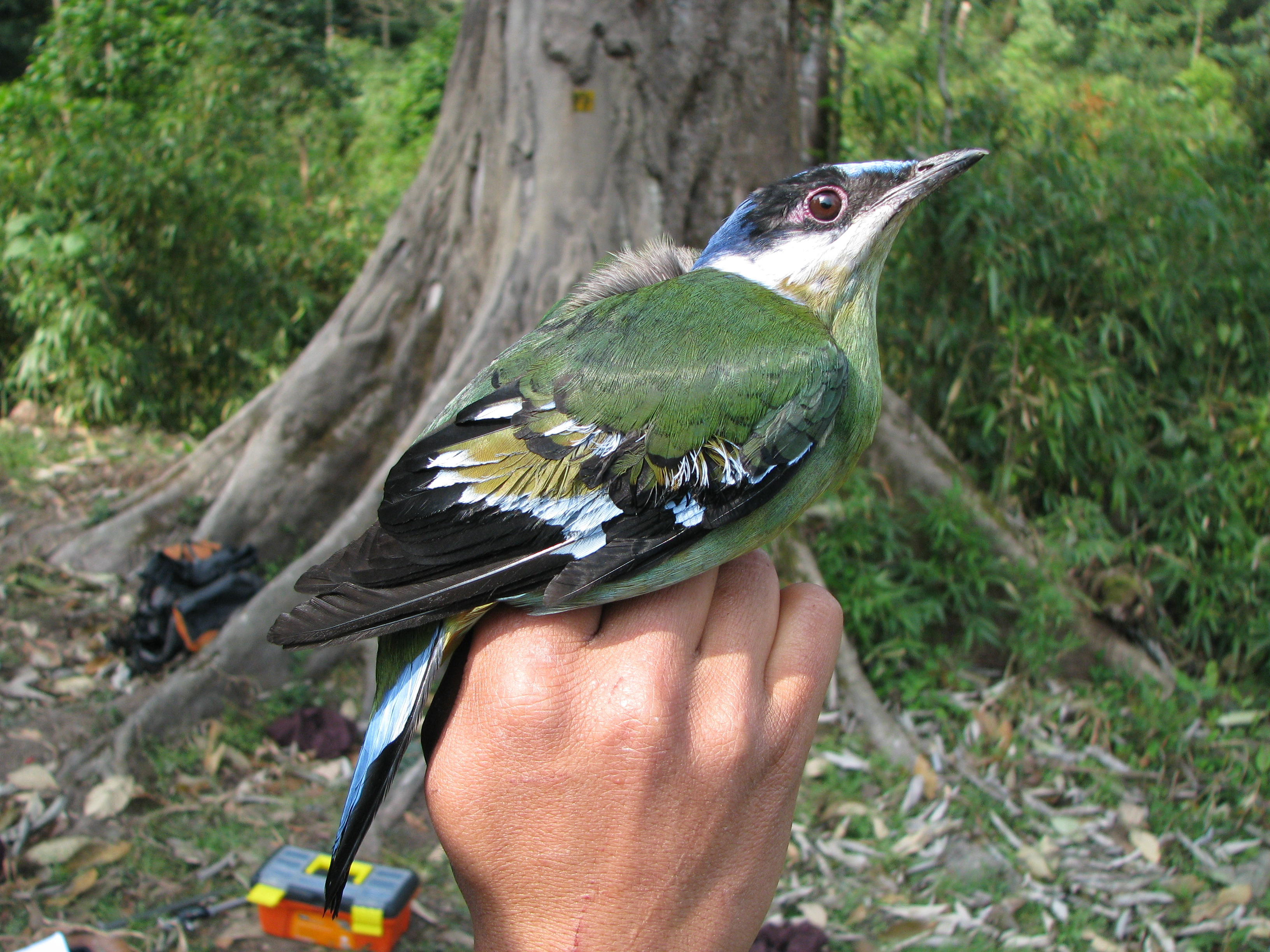